# محمد الحجار
محمد الحجار، نائب حالي في البرلمان اللبناني، من مواليد بلدة شحيم في العام 1954 ميلادي، متأهل من منى فرشوخ ولهما 3 اولاد.

## دراسته وعمله
- يحمل دكتوراه في الهندسة الكهربائية والإلكترونية منإحدى جامعات فرنسا
- مارس منذ العام 1980 التعليم في كلية الهندسة في الجامعة اللبنانية وعمل رئيسا لقسم الهندسة الكهربائية والالكترونية من 1980 إلى 1999.
- انتخب عضوا في نقابة المهندسين عام 1988، وشغل منصب نائب نقيب المهندسين في لبنان في العام 1999.

## في النيابة
انتخب نائبا عن قضاء الشوف في العام 2000، واعيد انتخابه في الأعوام 2005 و2009 ميلادي.